# Ye (Lanzarote)
Ye es un núcleo de población perteneciente al municipio de Haría, en la isla de Lanzarote (Canarias, España), ubicado al pie de la cara norte del volcán La Corona.
Originalmente, este pueblo fue una dehesa, según consta en un antiguo documento de 1576 conservado en el Archivo de Teguise, en el que Agustín de Herrera y Rojas, propietario de la isla por aquel entonces, legaba la propiedad a su hija Constanza.